# 네팔-대한민국 관계
대한민국과 네팔의 공식적인 교류는 1969년 5월, 영사관계 수립에 합의하고 1969년 7월, 영사협정을 체결하면서 시작되었다.

## 역사
1972년 6월, 대한민국이 먼저 네팔의 수도 카트만두에 주카트만두 총영사관을 설치하였고, 1974년 5월에는 정식으로 외교 관계를 수립하여 총영사관이 대사관으로 승격되었다. 네팔에서는 2007년 3월 7일, 서울에 주한 네팔 대사관을 설치하였다.  모두 574 명(재외국민 574명, 시민권자 0명)의 한민족들이 네팔에 거주(2010년 12월 기준)하고 있다.
히말라야 등지로의 트레킹 여행에 대한 관심이 높아지면서 네팔을 찾는 한국 관광객이 꾸준히 늘어나고 있는데 2006년 11월 13일 대한항공이 주1회 카트만두로의 직항로를 개설하여 교류가 더욱 활발해질 것으로 기대되고 있다.
한편 2007년 7월에 대한민국-네팔 간 '고용 허가제 방식의 네팔 인력 송출·도입을 위한 양해각서(MOU)'를 채결했는데, 이에 따라 네팔인들은 2008년 3월부터 세계한국말인증시험(KLPT)을 거쳐 합법적으로 한국에서 일할 수 있게 됐다. 2010년 현재 네팔에서는 한국과 한국어 바람이 뜨겁다. 네팔 노동부에 따르면, 이 한국어시험에 응시한 사람이 4만2050명이다. 카트만두와 네팔의 방방곡곡에서 몰려온 젊은이들(18~38세)은 10.5대 1의 경쟁률을 뚫고 4000명 이내에 들어야만 한국에서 일할 기회가 주어진다. 2004년 고용허가제 한국어시험이 도입된 이후 15개국에서 수십 차례 치러진 한국어 시험 중 이번 네팔 응시자가 사상 최대 인원이고 경쟁률도 최고다.

## 주 네팔 대한민국 대사 명단
| 대수   | 이 름          | 임기              | 비고                                |
| ------ | -------------- | ----------------- | ----------------------------------- |
| 총영사 | 홍수희(洪壽憙) | 1972. 5 ~ 1974. 7 | 1972. 6. 19 주카트만두총영사관 개설 |
| 1      | 홍수희(洪壽憙) | 1974. 7 ~ 1978. 5 | 1974. 5. 15 대사관 승격             |
| 2      | 권태웅(權泰雄) | 1978. 5 ~ 1980.12 |                                     |
| 3      | 김형수(金炯洙) | 1980.12 ~ 1983. 6 |                                     |
| 4      | 이연채(李延彬) | 1983. 6 ~ 1984.10 |                                     |
| 5      | 이문수(李文洙) | 1984.11 ~ 1988. 4 |                                     |
| 6      | 이현홍(李鉉弘) | 1988. 4 ~ 1990. 6 |                                     |
| 7      | 김일건(金日健) | 1990. 6 ~ 1993. 5 |                                     |
| 8      | 성정경(成正慶) | 1993. 5 ~ 1996. 2 |                                     |
| 9      | 신현배(申鉉培) | 1996. 2 ~ 1997. 6 |                                     |
| 10     | 황부홍(黃富弘) | 1997. 6 ~ 2000. 7 |                                     |
| 11     | 유시야(柳時也) | 2000. 7 ~ 2003. 6 |                                     |
| 12     | 박상군(朴相焄) | 2003. 6 ~ 2006. 2 |                                     |
| 13     | 남상정(南相正) | 2006. 2 ~ 2008. 9 |                                     |
| 14     | 홍승목(洪承睦) | 2008. 9 ~ 2011. 9 |                                     |
| 15     | 김일두         | 2011. 9 ~ 2014. 4 |                                     |
| 16     | 최용진         | 2014. 4 ~ 2017. 4 |                                     |
| 17     | 박영식         | 2017. 4 ~         |                                     |

| 서울/인천 \|\| align=center\|ICN \|\| align=center\|RKSI \|\| 인천 | ○대한항공(1개) : 카트만두 |